# Eupithecia castellata
Eupithecia castellata är en fjärilsart som beskrevs av Mcdunnough 1944. Eupithecia castellata ingår i släktet Eupithecia och familjen mätare. Inga underarter finns listade i Catalogue of Life.